# Josef Hassmann
Josef Hassmann (21 maggio 1910 – 1º novembre 1969) è stato un calciatore austriaco, di ruolo attaccante.
Il suo nome è scritto talvolta Haßmann.

## Carriera
Esordì nell'Admira, nel 1926, e si trasferì cinque anni più tardi al Wien. Qui attirò l'attenzione di Hugo Meisl, che lo inserì tra i convocati per la Coppa del Mondo del 1934, sebbene poi rimase inutilizzato. In totale, Hassmann ha giocato 2 partite per la nazionale austriaca: debuttò l'11 novembre 1934 contro la Svizzera (3-0), e giocò la sua seconda ed ultima partita nel 1935 contro la Cecoslovacchia.
Tra il 1941 ed il[1943 giocò per il Rapid Vienna. Si ritirò nel 1945, dopo una breve militanza in formazioni minori della capitale.

## Palmarès

### Club

#### Competizioni nazionali
- Campionato austriaco: 2

Admira Vienna: 1926-1927, 1927-1928
- Coppa d'Austria: 1

Admira Vienna: 1927-1928